# Mistrzostwa Świata Juniorów w Łucznictwie 1993
2. Mistrzostwa Świata Juniorów w Łucznictwie odbyły się w dniach 26 – 29 sierpnia 1993 roku w Moliets-et-Maa we Francji. W zawodach wzięli udział juniorzy do 20 roku życia, strzelający z łuków klasycznych.

## Reprezentacja Polski juniorów

### łuk klasyczny
- Agnieszka Dąbrowska
- Piotr Krygier
- Sławomir Iwola
- Barbara Lesisz
- Adam Sado
- Kinga Szeliga

## Medaliści

### Juniorzy

#### Strzelanie z łuku klasycznego
| Konkurencja:           | Złoto:                                                       | Srebro:                                                              | Brąz:                                                              |
| indywidualnie kobiet   | Karin Larsson                                                | Jessica Carlson                                                      | Amy Johnson                                                        |
| indywidualnie mężczyzn | Bair Badionow                                                | Rod White                                                            | Jean Pascal Saint Arnaud                                           |
| drużynowo kobiet       | Szwecja · Karin Larsson · Ingrid Kihlander · Jessica Eklund  | Stany Zjednoczone · Jessica Carlson · Amy Johnson · Lindsay Langston | Włochy · Giovanna Aldegani · Vittoria Martin · Deborah Mauro       |
| drużynowo mężczyzn     | Stany Zjednoczone · Rod White · Jason Lackner · Vic Wunderle | Włochy · Marco Tognini · Michele Frangilli · Matteo Bisiani          | Chińskie Tajpej · Wu Kuang-chenh · Liu Ping-hung · Lin Cheng-hsien |

## Klasyfikacja medalowa
| Lp. | Państwo           | Złoto | Srebro | Brąz | Razem |
| 1.  | Szwecja           | 2     | 0      | 0    | 2     |
| 2.  | Stany Zjednoczone | 1     | 3      | 1    | 5     |
| 3.  | Rosja             | 1     | 0      | 0    | 1     |
| 4.  | Włochy            | 0     | 1      | 1    | 2     |
| 5.  | Chińskie Tajpej   | 0     | 0      | 1    | 1     |
| 5.  | Kanada            | 0     | 0      | 1    | 1     |